# Elizabeth Arden
Florence Nightingale Graham (Woodbridge, Ontario, 31 de desembre de 1881 - Nova York 18 d'octubre de 1966), més coneguda com a Elizabeth Arden va ser una empresària i cosmetòloga canadenca, fundadora de l'empresa de cosmètics Elizabeth Arden, Inc., una de les líders del sector. El 1929 Arden tenia 150 salons de luxe als Estats Units i Europa, propietària única de l'empresa i, en el pic de la seva carrera, va ser una de les dones més riques del món.